# Ernie Barker
 (mars 2024).
Ernest « Ernie » Frederick Barker (né le 6 mars 1913 à Oakleigh (Victoria), mort le 14 février 1996 à Warragul) est un cavalier australien de concours complet.

## Biographie
Ernie Barker est un producteur laitier de l'État de Victoria, un éleveur et un compétiteur passionné de chevaux.
Il participe aux Jeux olympiques d'été de 1956 à Stockholm, en Suède, en juin 1956 alors que les Jeux olympiques d'été de 1956 doivent se dérouler à Melbourne, en Australie, en novembre et décembre 1956, en raison d'une loi australienne imposant une longue quarantaine pour l'entrée d'animaux sur le territoire national. L'entraîneur de l'équipe est Franz Mairinger. Il a beaucoup de travail à accomplir au cours des quinze mois précédant les Jeux. Aucun membre de l'équipe de concours complet (David Wood, Brian Crago, Ernie Barker et Bunty Thompson) n'a jamais fait de dressage avant et encore moins participé à une épreuve de trois jours. Leur première et seule épreuve de trois jours avant les Jeux Olympiques est le Badminton, où ils doivent également se qualifier pour les Jeux. L'équipe concourt dans les trois disciplines en Angleterre pour acquérir de l'expérience avant les Jeux. L'équipe de concours complet sélectionnée pour participer aux Jeux est Brian Crago, Ernie Barker et Wyatt Thompson. David Wood figure sur la liste des capitaines et des remplaçants.
Barker termine 27e de l'épreuve individuelle et l'Australie 4e de l'épreuve par équipes pour sa première participation aux Jeux olympiques.
En 2012, l'équipe de concours complet de 1956 composée de Brian Cargo, Wyatt Thompson, Ernie BArker, David Wood, Franz Mairinger (entraîneur) et Alec Creswick (chef de section) est intronisée au Temple de la renommée de la Fédération australienne d'équitation.